# Because I Can
Because I Can é o primeiro álbum da artista estadunidense Katy Rose lançado em 2004, e o único gravado com a V2 Records. A principal canção do álbum é "Overdrive" que aparece no filme Meninas Malvadas, que ajudou a aumentar a fama da música.